# 雪好
雪好（せっこう、生没年不詳）とは、江戸時代の大坂の浮世絵師。

## 来歴
松好斎半兵衛の門人かといわれる。大坂の人、雪好または雪好斎と号す。文化11年（1814年）に大坂で興行された芝居の役者絵を描いている。

## 作品
- 「宮城阿曽次郎・嵐吉三郎」　大錦3枚続の内か　※文化11年正月、大坂角の芝居『けいせい筑紫■』より[1]
- 「かいや善吉・嵐吉三郎」　大錦2枚続の内　※文化11年8月、角の芝居『定結納爪櫛』より。春陽斎北敬との合作